# Biòpsia de vellositats coriòniques
La biòpsia o mostratge de les vellositats coriòniques (chorionic villus sampling, en anglès), igual que l'amniocentesi, és una anàlisi opcional duta a terme en la dona gestant que ajuda a detectar trastorns genètics del fetus abans del naixement. La BVC consisteix a extreure una mostra de placenta, bé a través de la vagina o bé per via transabdominal, emprant un catèter o agulla de la mida adequada. Una vegada obtinguda, la mostra s'analitza al laboratori. Es fa habitualment entre les setmanes 10 i 12 de la gestació.